# Dewoitine D.520
Die Dewoitine D.520 war zu Beginn des Zweiten Weltkrieges das fortschrittlichste Jagdflugzeug der französischen Luftstreitkräfte, welches in den Kampfeinsatz gelangte. Von den reinen Leistungsdaten her war sie der Messerschmitt Bf 109, dem Standard-Jäger der deutschen Luftwaffe, unterlegen, hatte aber eine deutlich bessere Wendigkeit und bessere Eigenschaften im Sink- und Sturzflug.

## Entwicklung und Technik
Die Dewoitine D.520 wurde ab 1936 basierend auf der D.500 von einem Team um den französischen Konstrukteur Émile Dewoitine entwickelt. Ein großer Teil dieser Arbeit fand nach der Verstaatlichung der Rüstungsbetriebe in Frankreich im März 1937, von der auch Dewoitine betroffen war, offiziell innerhalb der SNCAM (Societé Nationale de Constructions Aéronautiques du Midi, später im EADS-Konzern aufgegangen) statt. Die Entwicklung folgte der Spezifikation C1 für ein 520 km/h schnelles Jagdflugzeug, welche vom Technischen Dienst der Armée de l’air im Jahre 1936 herausgegeben wurde. 
Das Flugzeug wurde daraufhin parallel zur Morane-Saulnier MS.450, der Caudron CR.780 und der Loire-Nieuport LN.60 entwickelt. Auch bei Dewoitine experimentierte man zunächst noch mit der endgültigen Konfiguration des Jägers (vgl. mit der Entwicklung der Bf 109). Es war die Zeit des Überganges hin zu verstrebungsfrei gebauten Jägern mit hoher aerodynamischer Güte. So besaß der erste der drei Prototypen, der 1938 erstmals flog, noch ein offenes Cockpit, was vermutlich der besseren Sicht des Piloten zugutekommen sollte. Bereits beim zweiten Prototyp jedoch wurde eine Cockpithaube eingesetzt, da die D.520 so nicht in der Lage war, die angestrebte Geschwindigkeit von 520 km/h zu erreichen. Ebenso wenig konnte der 654 kW (890 PS) Motor befriedigen, den Hispano-Suiza lieferte. Der verwendete 12Y-31 konnte bei der vorgegebenen Aerodynamik nicht ausreichend gekühlt werden.
Nachdem die Erprobung des ersten Prototyps nicht überzeugt hatte, wurde das Projekt erheblich modifiziert. Daher wurde der nächste Prototyp erst im Januar 1939 fertiggestellt; er konnte zufriedenstellende Eigenschaften vorweisen und gelangte im Februar des Jahres zur erneuten Erprobung durch die CEMA in Villacoublay. Diesem folgte bald ein dritter Prototyp, der mit einem stärkeren Motor vom Typ Hispano-Suiza 12Y-31 ausgestattet war.
Auf Grund der Verzögerungen, die es bei der Entwicklung der Konkurrenztypen gegeben hatte, entschied sich die Armée de l’air schließlich für die Bestellung einer Vorserie von 200 Exemplaren mit Option auf weitere.
Das Serienmodell der D.520 wurde dann durch V-Motoren Hispano-Suiza 12Y-45 mit einer Leistung von 670 kW (910 PS) angetrieben. Vervollständigt wurde der Antrieb durch einen elektrisch verstellbaren 3-Blatt-Propeller. Der Rumpf wurde gegenüber den Prototypen verlängert.
Die Serienmaschinen erhielten zusätzliche Panzerung und eine Bewaffnung mit einer 20-mm-Kanone, die durch die Propellernabe schoss, sowie vier 7,5-mm-MGs in den Tragflächen.

## Fertigung und Einsatz während des Zweiten Weltkriegs

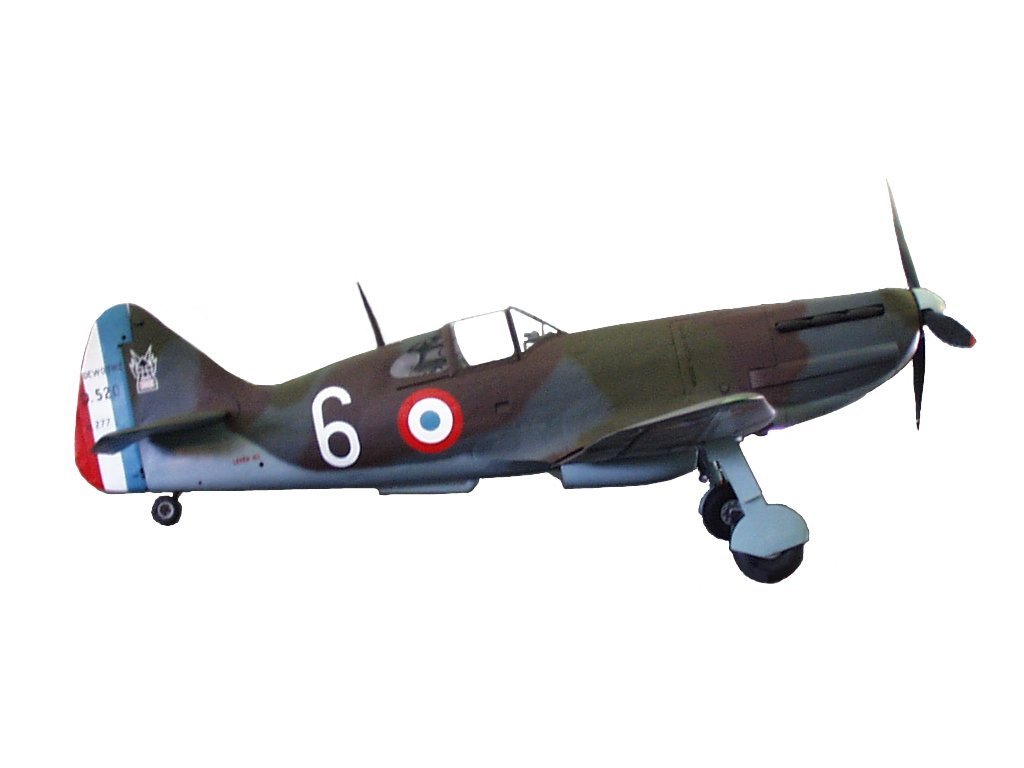
Dewoitine D.520

Bis zum Beginn des deutschen Angriffs am 10. Mai 1940 waren 246 Maschinen produziert worden, von denen sich jedoch lediglich 79 bei den fliegenden Einheiten befanden; nur eine einzige Jagdgruppe (Groupe de chasse I/3) verfügte mit 36 Maschinen über die volle Einsatzstärke. Bis zum Waffenstillstand verbuchten die D.520 insgesamt 114 bestätigte und weitere 39 mögliche Luftsiege, die meisten davon gegen die italienische Luftwaffe. 85 Maschinen gingen verloren.
Zum Zeitpunkt des Waffenstillstandes am 24. Juni 1940 waren 437 Maschinen fertiggestellt und 351 Maschinen an die Fronteinheiten ausgeliefert worden, von denen zuletzt ein Teil nach Algerien verlegt wurde, um sie nicht in deutsche Hände fallen zu lassen.
Die Fertigung der D.520 wurde mit Abschluss des Waffenstillstandes vorübergehend eingestellt. Mitte 1941 wurden jedoch Verträge über ein gemeinsames Flugzeugbauprogramm zwischen dem Reich und der französischen Regierung abgeschlossen. Darin war vorgesehen, in Toulouse insgesamt 350 D.520 für die Armée de l’Air zu fertigen. Bis Ende 1941 wurden 74 Flugzeuge, bis Ende 1942 insgesamt 312 Flugzeuge gebaut. Die D.520 wurden in der Folge auch durch das Vichy-Regime in Nordafrika und Syrien eingesetzt und mussten dabei heftige Luftkämpfe mit den zuvor verbündeten Briten bestehen. 
Im Gefolge der deutschen Besetzung von Südfrankreich lief die Produktion im September 1943 nach weiteren 116 oder 128 Flugzeugen aus. Damit wurden während dieses Zeitraums 428 oder 440 Flugzeuge gebaut, womit die Gesamtzahl der produzierten Maschinen auf über 900 anstieg.
Bei der deutschen Besetzung im November 1942 wurden insgesamt 246 D.520 beschlagnahmt, die teilweise an den Chef des Luftwaffen-Ausbildungswesens weitergeleitet wurden. Am 31. Januar 1944 flogen noch insgesamt 44 D.520 bei der Luftwaffe, am 30. September 1944 nur noch sieben. Der nachweisbare Einsatz der Flugzeuge erfolgte bei den Schuleinheiten JG 101 bis JG 107 sowie der Jagdlehrer-Überprüfungsstelle. Beim JG 101 wurden diese Maschinen wiederholt zur Abwehr feindlicher Bomberverbände eingesetzt. In den Verlustunterlagen der Luftwaffe sind bis 30. September 1944 insgesamt 137 Ausfälle vermerkt, davon etwa die Hälfte Totalschäden.
Zahlreiche weitere D.520, die bei der Besetzung Südfrankreichs in deutsche Hände fielen, wurden an die Luftwaffen Bulgariens und Italiens weitergegeben und von diesen für Kampfeinsätze gegen alliierte Bombenangriffe genutzt. 
Ende 1944 wurden beim deutschen Rückzug in alliierte Hände gefallene D.520 von den freifranzösischen Streitkräften übernommen und dann gegen die sich zurückziehenden deutschen Truppen eingesetzt. Nach Kriegsende wurde ein Teil der Maschinen zu doppelsitzigen Ausbildungsflugzeugen umgebaut, die dann die Bezeichnung D.520 DC (Double commande) erhielten. Im September 1953 wurde die letzte D.520 in Frankreich ausgemustert.
Einer der erfolgreichsten Piloten der D.520 war Pierre Le Gloan, der insgesamt 7 italienische, 4 deutsche sowie (für Vichy-Frankreich) 7 britische Maschinen abschoss und damit zugleich der einzige Pilot des Zweiten Weltkrieges war, der nennenswerte Abschusszahlen auf beiden Seiten erzielte.

## Weitere Varianten
In dem Bestreben, die Leistungsdaten der D.520 zu verbessern und den Engpässen bei der Produktion der einheimischen Hispano-Suiza-Motoren entgegenzukommen, wurde mit verschiedenen anderen Motoren experimentiert. Dabei entstanden bis zur französischen Kapitulation im Juni 1940 die folgenden Weiterentwicklungen der D.520:
- D.521 mit einem 768 kW (1044 PS) starken Rolls-Royce Merlin III. Der Motor erwies sich allerdings als zu schwer für die Konstruktion. Die D.521 ging daher nie in Serie.
- D.522 mit einem (USA) Allison V-1710C-1. Das Projekt wurde nach der französischen Kapitulation eingestellt.
- D.523 wurde mit einem 809 kW (1100 PS) starken Hispano-Suiza 12Y-51 und einem Szydlowski-Planiol-Turbolader ausgerüstet. Im Juni 1940 waren die ersten Vorserientests fast abgeschlossen und die Variante stand kurz vor der Serienproduktion.
- D.524 mit einem 883 kW (1200 PS) starken Hispano-Suiza 12Y-89. Ein Prototyp wurde gebaut, allerdings nie geflogen.
- D.525, eine geplante Weiterentwicklung der D.523.
- D.530, eine geplante Weiterentwicklung mit noch stärkerem Motor (1400 PS Rolls-Royce Merlin oder 1800 PS Hispano-Suiza-12Y).

Auch nach der Kapitulation wurde das Design im unbesetzten Teil Frankreichs (Vichy-Frankreich) weiterentwickelt. Dabei entstanden folgende Varianten:
- D.520 amélioré, eine Serienmaschine mit minimalen Designänderungen, mit denen die Höchstgeschwindigkeit verbessert werden sollte.
- D.520Z, eine leistungsstärkere Variante mit 1177 kW (1600 PS) Hispano-Suiza-12Z-Motor. Es wurde ein Prototyp gebaut, die Tests wurden aber durch die deutschen Autoritäten unterbunden. Sie wurden nach der Befreiung Frankreichs 1944 wieder aufgenommen, aber endgültig 1949 beendet.
- M.520T, eine Variante mit verändertem Rumpfdesign, welche aber nie gebaut wurde.

Im November 1942 wurde auch der bis dato unbesetzte Teil Frankreichs von den Deutschen besetzt und alle Weiterentwicklungen gestoppt.
Nach dem Krieg wurden 13 D.520 zur Zweisitzer-Trainings-Version D.520 DC (double commande, doppelte Steuerung) umgebaut und von der Armée de l’air verwendet.
Das Design der D.520 war direkte Grundlage für die Entwicklung folgender weiterer Typen von Dewoitine:
- HD.780: Wasserflugzeug-Variante, von der nur ein Prototyp gebaut wurde.
- D.790: Konzept einer Flugzeugträger-Variante für die Aéronautique Navale.
- D.550: unbewaffnete Rekordflugzeug-Variante mit reduziertem Gewicht, von der ein Exemplar gebaut wurde und noch 1939 flog. 1944 zerstört.
- D.551: Auf D.550 basierende Militärvariante mit 809 kW (1100 PS) starkem Hispano-Suiza 12Y-51 Motor. Vor der französischen Kapitulation wurden nur wenige Exemplare gebaut, die nicht geflogen wurden. Die Arbeiten wurden 1941 wieder aufgenommen, von den Deutschen aber bald wieder unterbunden.
- Hispano-Suiza HS.50: Version mit Hispano-Suiza 12Z, die SNCASE auf Anfrage Spaniens auf der Basis der D.551 entwickelte. Zur Serienproduktion in Spanien kam es nicht. Es wurde in Sevilla lediglich ein nicht flugfähiger Demonstrationsrahmen gebaut.

## Einsatzländer
- Frankreich
- Vichy-Frankreich
- Bulgarien
- Deutsches Reich
- Königreich Italien
- Italienische Sozialrepublik

## Technische Daten

Risszeichnung der D.520

| Kenngröße                              | Daten                                                        |
| -------------------------------------- | ------------------------------------------------------------ |
| Besatzung                              | 1                                                            |
| Länge                                  | 8,76 m                                                       |
| Spannweite                             | 10,20 m                                                      |
| Höhe                                   | 2,57 m                                                       |
| Flügelfläche                           | 15,95 m²                                                     |
| Flügelstreckung                        | 6,5                                                          |
| Leermasse                              | 2092 kg                                                      |
| Startmasse                             | 2783 kg                                                      |
| Marschgeschwindigkeit                  | 370 km/h                                                     |
| Höchstgeschwindigkeit (MSL)            | 425 km/h                                                     |
| Höchstgeschwindigkeit (in 5500 m Höhe) | 534 km/h                                                     |
| Dienstgipfelhöhe                       | 11.000 m                                                     |
| Reichweite                             | 1530 km                                                      |
| Triebwerk                              | 1 × Hispano-Suiza 12Y-45                                     |
| Motorleistung                          | 670 kW (ca. 910 PS) auf 4200 m                               |
| Bewaffnung                             | 1 × 20-mm-MK durch Propellernabe 4 × 7,5-mm-MG in Tragfläche |